# Рани-ки-Вав
Рани-ки-Вав (гудж. રાણકી વાવ, хинди रानी की वाव, англ. Rani ki vav — «Ступенчатый колодец королевы») — сложно устроенный подземный ступенчатый колодец, расположенный в городе Патан, штат Гуджарат, Индия. Длина колодца составляет 64 м, ширина 20 м, глубина — 24 м. Ступенчатые лестницы расположены на восточной стороне, источники воды — на западной. Является одним из крупнейших образцов гуджаратских ступенчатых колодцев.
Был построен в период правления династии Соланки, правившей этими землями (с 960 по 1243 годы), в XI веке. Принято считать, что Рани-ки-Вав был возведён в честь правителя Бхимдевы I (1022—1063) его вдовой Удаямати или, возможно, его сыном Карнадевой I. Впоследствии ступенчатый колодец был затоплен рекой Сарасвати и пребывал в заиленном состоянии вплоть до конца 1980-х годов. В середине XX века местность вокруг колодца была популярной в плане сбора в ней растений для традиционной медицины. В конце 1980-х годов работы по его очистке и реконструкции взял на себя Археологическое управление Индии.
22 июня 2014 года Рани-ки-Вав был включён в список объектов Всемирного наследия ЮНЕСКО.